# Pavillon auf der Bahrsplate

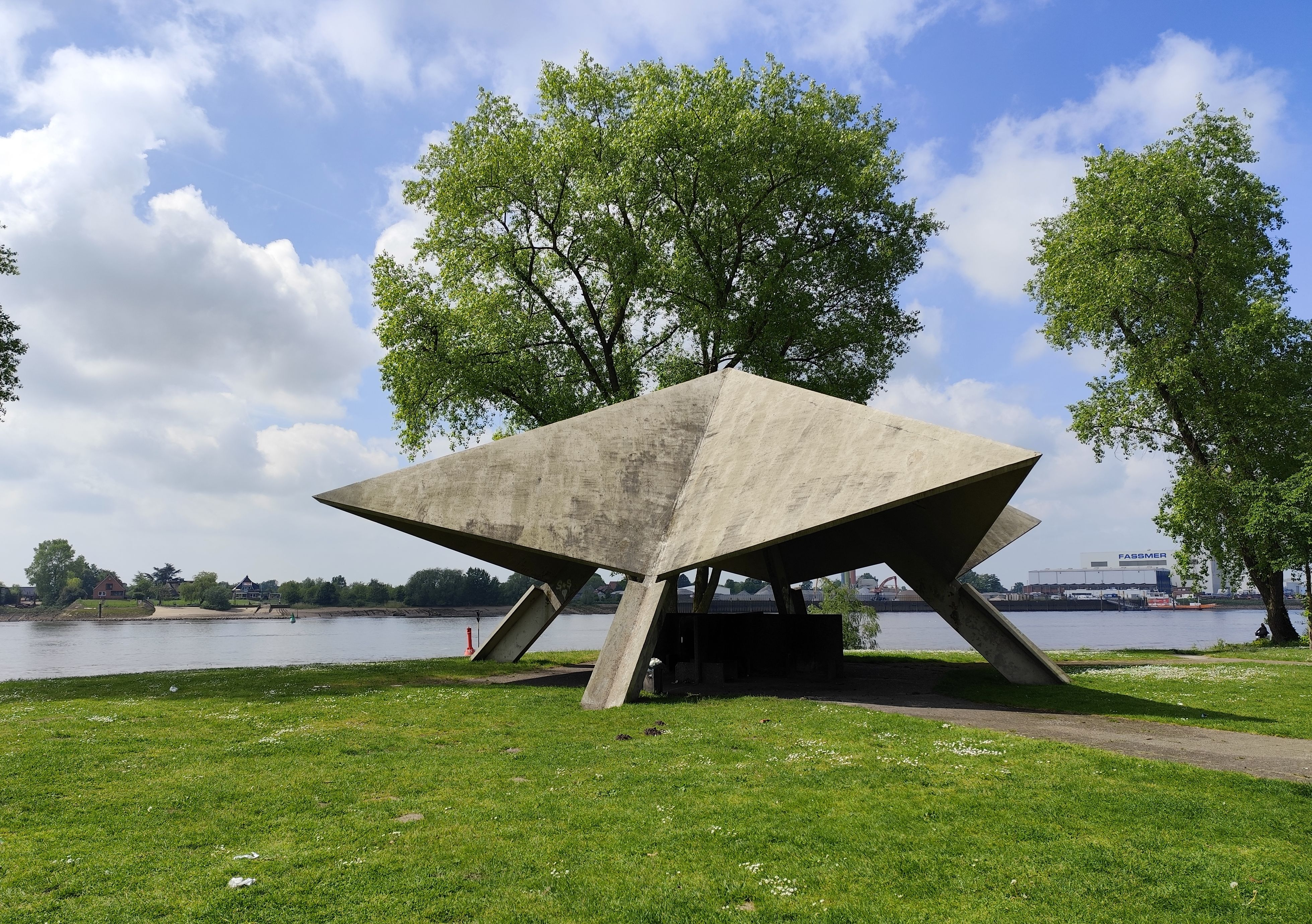
Pavillon

Der Pavillon auf der Bahrsplate in Bremen-Blumenthal, Ortsteil Blumenthal, Weserstrandstraße (Bahrsplate), stammt von 1966. 
Das Gebäude steht seit 2021 unter Bremischem Denkmalschutz.

## Geschichte
Die Bahrsplate (Bahrs Plate) war eine Flussinsel, die ab 1925 im Rahmen einer Weserkorrektion planiert und zu einem Park umgestaltet wurde.
Anfang 1942 errichtete die Krupp-eigene Bremer Großwerft A.G. „Weser“ (Deschimag) auf der Bahrsplate Häftlingslager für Zwangsarbeiter. Ab Juni 1943 wurde der westliche Teil als Lager für sowjetische Kriegsgefangene genutzt. Von August 1944 bis zum Kriegsende existierte auf der Bahrsplate auch ein Außenlager des KZ Neuengamme. 1956 wurden die Lagergebäude abgerissen. Von 1964 bis 1967 erfolgte die erneute Umgestaltung der Bahrsplate in eine öffentliche Grünanlage.
1966 wurde der markante Pavillon aus Sichtbeton als Skulptur und Wetterschutz nach Plänen des Bauamtes Bremen-Nord gebaut, gestiftet von der Sparkasse Blumenthal anlässlich ihres 100-jährigen Bestehens. Das Landesamt für Denkmalpflege Bremen befand: „[…] sein skulptural wirkendes Faltwerk, das auf den schlanken Betonstützen zu schweben scheint, zeugen vom Zeitgeist seiner Entstehungszeit, als die Anwendung innovativer neuer Konstruktionsweisen – wie beispielsweise Falt- und Schaltragwerke […] sehr populär war.“